# Жарколь (озеро, Костанайская область)
Жарколь (каз. Жаркөл) — озеро в Узункольском районе Костанайской области Казахстана. Находится в 10 км к северо-западу от села Ит-Сары и в 10 км к югу от села Красная Пресня.
По данным топографической съёмки 1958 года, площадь поверхности озера составляет 5,33 км². Наибольшая длина озера — 3,4 км, наибольшая ширина — 1,7 км. Длина береговой линии составляет 11,8 км, развитие береговой линии — 1,43. Озеро расположено на высоте 91,2 м над уровнем моря.